# Anubis cyaneus
Anubis cyaneus är en skalbaggsart som beskrevs av Maurice Pic 1924. Anubis cyaneus ingår i släktet Anubis och familjen långhorningar.
Artens utbredningsområde är Laos. Inga underarter finns listade i Catalogue of Life.